# 吉草酸ペンチル
吉草酸ペンチル（きっそうさんペンチル。吉草酸アミルとも。英: Pentyl pentanoateまたは英: Amyl Valerate）とは、吉草酸（ペンタン酸）のカルボキシ基と、1-ペンタノールの水酸基とを脱水縮合させたエステルである。系統名はペンタン酸ペンチル。リンゴやパイナップルなどフルーツのフレーバーとして使用される。